# Isalita
L'Isalita è stato un traghetto, appartenuto alla compagnia di navigazione Mols-Linien A/S dal 1969 al 1975 con il nome di Morten Mols.

## Servizio
Varato il 10 gennaio 1969 nel cantiere navale Aalborg Værft A/S di Aalborg con il nome di Morten Mols e consegnato il 1º giugno 1969 alla Mols-Linien A/S, prende servizio il 4 luglio nei collegamenti tra Sjællands Odde ed Ebeltoft.
Il 24 marzo 1975, con l'ingresso in flotta dei traghetti di nuova generazione, viene venduto alla Strandfaraskip Landsin e, ribattezzato Smyril, prende servizio nei collegamenti estivi tra Tórshavn e Suðuroy. 
Nel periodo invernale alterna il disarmo a brevi noleggi ed impieghi tra Norvegia, Danimarca e Scozia.
Dal 19 febbraio al 7 aprile 1984 viene noleggiato alla P&O Scottish Ferries ed impiegato nei collegamenti tra Aberdeen e Lerwick.

Lo Smyril nel 1990.

Dal 18 maggio al 1º agosto 1991 viene noleggiato alla Aarhus-Tønsberg Line A/S ed impiegato nei collegamenti tra Aarhus e Tønsberg. Tuttavia, a causa del fallimento della compagnia noleggiatrice, termina precocemente il noleggio e viene disarmato a Tórshavn.
Nelle estati dal 1992 al 1999 viene impiegato con regolarità nei collegamenti tra Tórshavn, Suderö, Klaksvik e Tvøroyri.
Nell'ottobre del 2005 viene ribattezzato Smyril I.

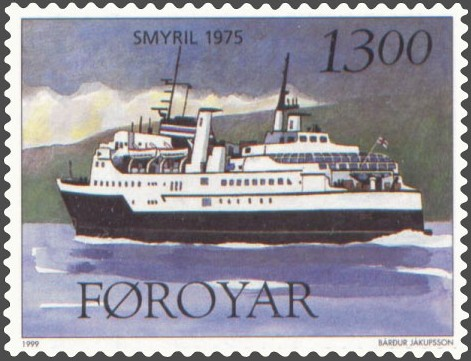
Lo Smyril in una cartolina del 1999.

Il 3 febbraio 2006 ne viene annunciata la cessione alla Arsea Ltd  ed il 22 febbraio salpa da Tórshavn per Santa Cruz de Tenerife.
Il 3 marzo viene ribattezzato Smyrill.
Tuttavia rimane in disarmo a Santa Cruz de Tenerife fino al settembre del 2006 a causa della mancanza di alcune autorizzazioni necessarie al nuovo impiego. Nello stesso mese salpa per i Caraibi ed il 12 ottobre prende servizio nei collegamenti tra Pointe-à-Pitre e Fort de France.
Nel settembre del 2008 viene venduto ad una compagnia di navigazione sconosciuta di Capo Verde e, ribattezzato Isalita, viene trasferito in Africa.
Nel 2010 viene disarmato a Dakar.
Il 5 giugno 2013 viene cancellato dai registri navali, lasciando un ignoto sul suo destino.

## Navi gemelle
- Moby Ale (ex Mikken Mols)
- Ibrahim (ex Maren Mols e Caravaggio)
- Istra (ex Mette Mols)